# Aloe semimargaritifera
Aloe semimargaritifera é uma espécie de liliopsida do gênero Aloe, pertencente à família Asphodelaceae.